# Zoeloes
De Zoeloes (in de Zoeloe taal: Amazulu, spreek uit: Amazoeloe) zijn de grootste bevolkingsgroep van Zuid-Afrika. Ze leven voornamelijk in de provincie KwaZoeloe-Natal en hun totale aantal wordt geschat op zo'n 12 miljoen. Ze staan bekend als een (voormalig) machtig krijgersvolk.
Hun taal, het Zoeloe, behoort tot de Bantoetalen. In het Zoeloe betekent Zoeloe "hemel" of "lucht".

## Geschiedenis

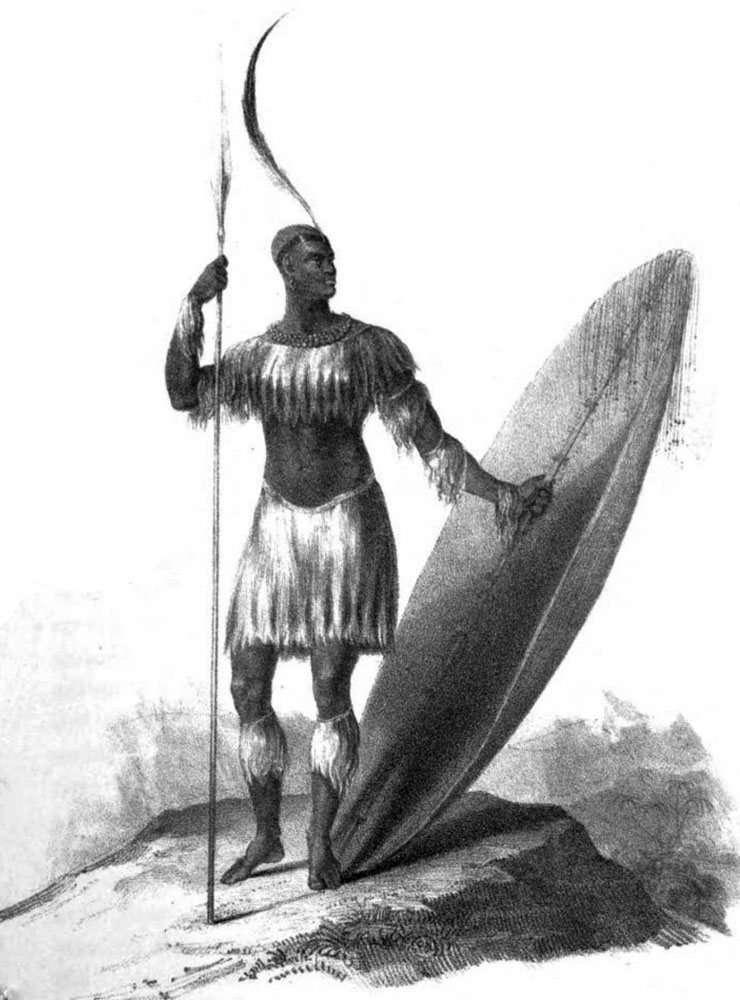
Shaka Zoeloe

### Shaka
Tot aan de 19e eeuw stelde de Zoeloestam weinig voor en vormden ze slechts een onbeduidend onderdeel van de Mthethwaconfederatie. Onder koning Shaka werd het Zoeloekoninkrijk in de jaren 20 van de 19e eeuw vergroot door verovering en assimilatie. De hervorming van zijn effectieve impileger gaf hierbij de doorslag. Van een kleine stam van minder dan 1500 mensen evolueerden ze tot een grote natie tussen de rivieren Tugela en Pongola. Shaka's veroveringen waren deels verantwoordelijk voor de Mfecane - de "verplettering", een grootscheepse migratie van vele opgejaagde volkeren rond Zoeloeland. De Khumalo, die zich voortaan Matabele noemden, splitsten zich onder leiding van koning Mzilikazi af van de Zoeloenatie en decimeerden op hun tocht naar het noorden mede als gevolg van hun toegepaste tactiek van de verschroeide aarde de inheemse bevolking van Transvaal waarbij vooral de San grotendeels uitgeroeid werden. Shaka werd in 1828 vermoord en opgevolgd door zijn halfbroer Dingane.

### Voortrekkers
Eind jaren 30 van de 19e eeuw vertrokken de Nederlandstalige Voortrekkers vanuit de Britse Kaapkolonie richting het Zoeloekoninkrijk om zich nabij de Zoeloes te vestigen. Dingane liet hun leider Piet Retief in 1838 vermoorden en veel families bij Bloukrans afslachten. De Zoeloes werden op 16 december 1838 onder leiding van Andries Pretorius vernietigend verslagen bij Bloedrivier en de Voortrekkers stichtten de republiek Natalia nabij het Zoeloekoninkrijk. Dingane werd verjaagd en als vluchteling vermoord door de Swazi, waarop de Voortrekkers zijn timide halfbroer Mpande tot opvolger kroonden. De Voortrekkers en Zoeloes stonden sindsdien op goede voet, maar hun conflicten hadden het Zoeloekoninkrijk verzwakt.

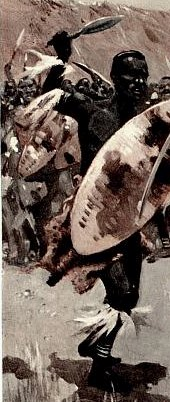
Een Zoeloekrijger

### Anglo-Zoeloe-oorlog
Nadat de republiek Natalia door het Verenigd Koninkrijk werd geannexeerd kwamen ook de Zoeloes steeds meer onder druk te staan van de Britse kolonisator. In het kader van de Wedloop om Afrika brak in 1879 de Anglo-Zoeloe-oorlog uit. De Zoeloes lieten de wereld versteld staan toen ze een Brits leger in de pan hakten bij Isandlwana. Niet lang daarna werden ze echter verslagen bij Rorke's Drift en de oorlog eindigde met de verovering en vernietiging van hun hoofdstad Ulundi. Het Zoeloekoninkrijk werd eerst onderdeel van de Britse kolonie Natal en in 1910 van de Unie van Zuid-Afrika

### Apartheid
Tijdens de apartheid leefden de Zoeloes in de bantoestan Kwazoeloe, een groot aantal enclaves in de provincie Natal. In 1975 richtte Mangosuthu Buthelezi de Inkatha Vrijheidspartij (IFP) op, dat geweldloos verzet tegen het apartheidsregime bood. Na het Bloedbad van Sharpeville bloeide een rivaliteit met het Afrikaans Nationaal Congres (ANC) op dat vaak ontspoorde en bloedbaden tussen aanhangers veroorzaakte.

### Tegenwoordig
Na de verkiezing van Nelson Mandela in 1994 gingen de bantoestans op in een nieuw Zuid-Afrika. De meeste Zoeloes wonen tegenwoordig in de provincie KwaZoeloe-Natal of zijn gemigreerd naar het nabije Mpumalanga en Gauteng. De Zoeloemonarchie bestaat nog altijd: Goodwill Zwelithini kaBhekuzulu was van 1968 tot 2021 de paramount chief van de Zoeloes en werd opgevolgd door Misuzulu Zulu. Ook voormalig Zuid-Afrikaans president Jacob Zuma is een Zoeloe.

## Cultuur

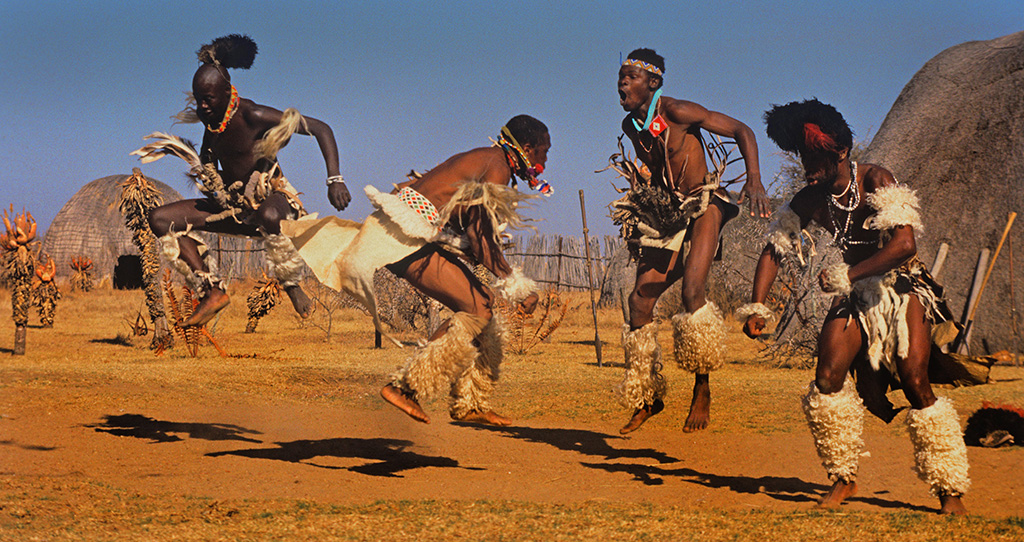
Dansende Zoeloes in een kraal

Vandaag de dag zijn de Zoeloes bekend om hun vermogen om kunstzinnige voorwerpen te maken met behulp van kraaltjes en naaigaren. De traditionele kleding is grotendeels afhankelijk van de relationele status; ongetrouwde Zoeloevrouwen zijn schaarser gekleed dan gehuwde. In verschillende streken wordt door hen nog steeds bij bepaalde gelegenheden een klein nauwelijks verhullend kralenschortje (isigege) gedragen. In de streek van Nongoma bedekt deze 'maagdenkledij' tussen navel en knieën een oppervlakte van ±20×30 cm, in andere streken kunnen ze zelfs korter en ook breder zijn. Door (kleine) jongens gedragen wordt deze beperkte kledij in het Zoeloe isinene genoemd.
De Zoeloesamenleving is patriarchaal en polygynie komt ook tegenwoordig nog regelmatig voor. Opvallend is dat de Zoeloetraditie, in tegenstelling tot die van de Xhosa (na de Zoeloes het tweede grootste volk van Zuid-Afrika), zich tegen zowel mannen- als vrouwenbesnijdenis keert.

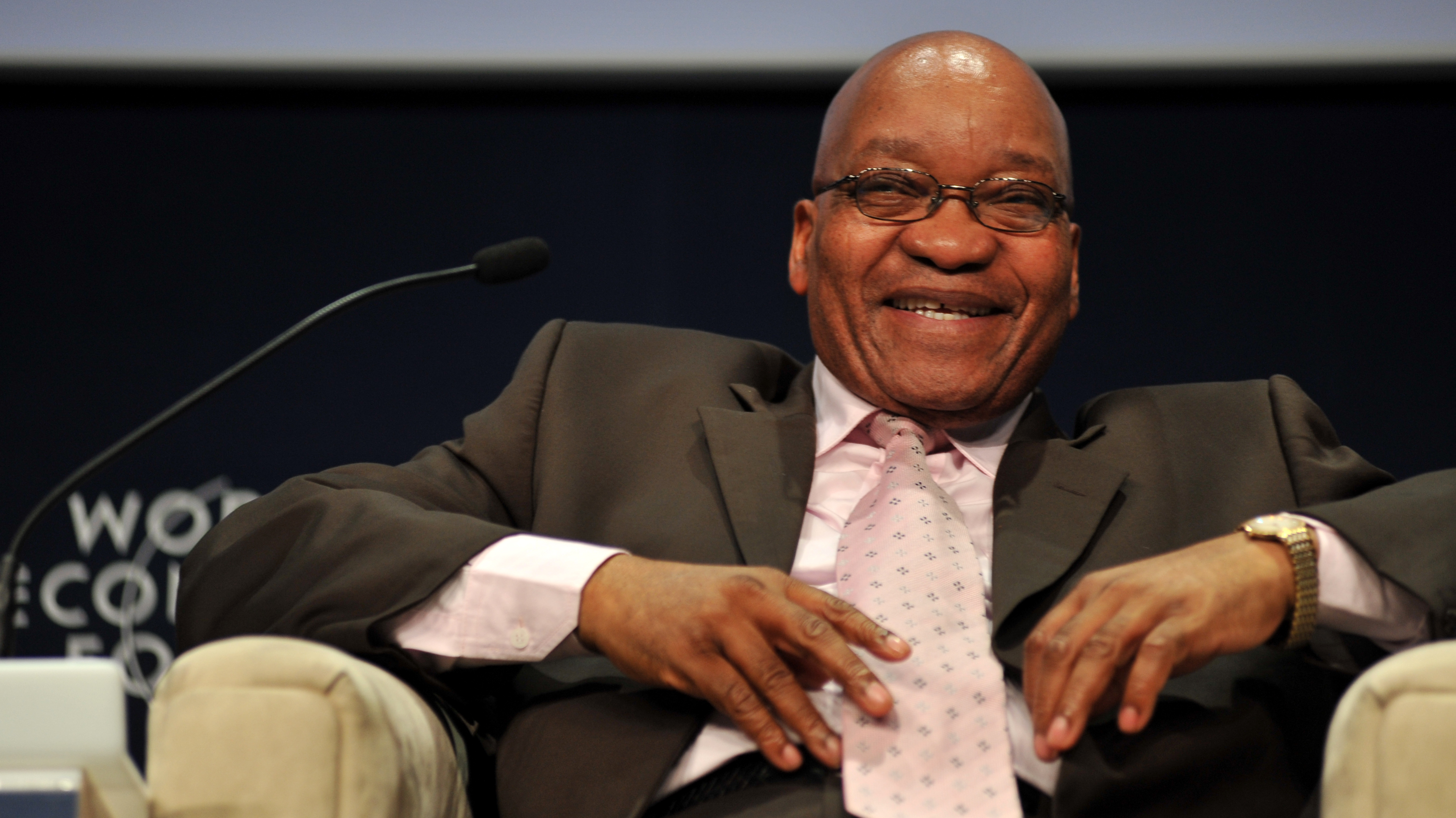
Jacob Zuma, de eerste Zoeloepresident van Zuid-Afrika

## Bekende Zoeloes
- Shaka Zoeloe (1786-1828), stichter van het Zoeloekoninkrijk
- Dingane (1795-1840), halfbroer en opvolger van Shaka en vijand van de Voortrekkers
- Mpande (1798-1872), halfbroer en opvolger van Dingane en langst regerende Zoeloekoning
- Cetshwayo (1826-1884), zoon en opvolger van Mpande en koning tijdens de Zoeloe-oorlog
- John Robert Dunn (1834-1895), geïntegreerde blanke Zoeloekoning
- Dinuzulu (1868-1913), zoon en opvolger van Cetshwayo
- Mangosuthu Buthelezi (1928-2023), politicus en stichter van de Inkatha Vrijheidspartij
- Jacob Zuma (1942), voorzitter van het ANC en voormalig president van Zuid-Afrika 2009-2018.
- Goodwill Zwelithini kaBhekuzulu (1948-2021), voormalig paramount chief van de Zoeloes vanaf 1968 tot 2021
- Misuzulu Zulu (1974), huidige paramount chief van de Zoeloes sinds 2021